# Bečići
Bečići es una localidad de Montenegro perteneciente al municipio de Budva en el sur del país.
En 2011 tenía una población de 895 habitantes, de los cuales 391 eran étnicamente serbios y 363 montenegrinos.
Se ubica en la costa del mar Adriático en la periferia oriental de la capital municipal Budva, sobre la carretera que lleva a Ulcinj.
Era una pequeña aldea hasta la segunda mitad del siglo XX, cuando comenzó a darse a conocer como un lugar turístico de playa y el casco urbano de Budva se extendió hacia esta zona. La mayor parte de Bečići está formada actualmente por hoteles, algunos de los cuales tienen reservados tramos de playa.

## Demografía
La localidad ha tenido la siguiente evolución demográfica:
| Gráfica de evolución demográfica de Bečići entre 1948 y 2003 |
|                                                              |